# Limhamn
Limhamn (dansk: Limhavn) er en forstad til Malmø i Skåne, Sverige.
Administrativt indgår Limhamn i bydelen Limhamn-Bunkeflo. Det gamle Limhamn (Limhamn sogn) har 5.665 indbyggere (2017). Arealet er på 102 hektar. Befolkningstætheden er 5.600 indbyggere per km2. Limhamn er et af Malmøs mest velhavende områder, domineret af villaer og ældre rækkehuse. Mange danskere har bosat sig her siden åbningen af Øresundsbroen, der går lige syd for bydelen.

## Navn
Ordet lim i byens navn betyder kalk (jf. Limfjorden), så navnet betyder Kalkhavn. Lokalt siger man på Limhamn, ikke i Limhamn.

## Historie
Limhamn var tidligere et fiskerleje (sv: fiskläge) og kalkbrud (sv: kalkbruk) i det daværende Hyllie sogn, Malmöhus län, oprindeligt beliggende sydvest for Malmö.

### Kalkbruddet
Kalkbruddet blev oprettet af hollændere i begyndelsen af 1600-talet. Efter den svenske besættelse af Skåne i 1659 blev det inddraget af den svenske krone og dernæst bortforpagtet til enkeltborgere men lå af og til stille. I 1729 blev kalkbruddet solgt til slægten Suell og overgik ved giftemål til slægten Kockum, hvorved det fik samme ejer som Lomma tegelbruk (teglværk), og hos denne slægt forblev det til 1871, da det sammen med Lomma tegelbruk opkøbtes af det nydannede Skånska Cement AB, hvilket blev af afgørende betydning for lokalsamfundet.

### Industribyen
Fra begyndelsen af 1870'erne beskæftigede kalkbruddet omkring 150 personer. En 1.500 m. lang jernbane forbandt kalkbruddet med selskabets havn og lagerplads. Den opgravede ler blev sendt til Lomma, hvorimod kalken blev brændt ved Limhamn i 5 ovne.
I slutningen af 1800-tallet og begyndelsen af 1900-tallet udviklede Limhamn sig hastigt, og stedet fik eget brandvæsen, kloakering, gasbelysning samt et skolevæsen, der omfattede mere end 8 skoler. I 1897 etableredes en fattiggård. Distriktslæge blev ansat fra 1898, apotek fandtes fra 1902. En stor badeanstalt blev bygget i havet syd for havnen. I 1889 anlagdes en 5 km lang jernbane langs kysten, der forenede Limhamn med Malmö, og en sporvejslinje gik fra jernbanestationen til badehuset. Desuden fandtes en bankfilial samt told- og poststation.
Kirken lå oprindeligt i Hyllie by, 4 km fra Limhamn, men da den skulle nedrives indsendte lokalsamfundet en ansgning til kongen om at få lagt den nye kirke nærmere Limhamn som var hovedpladsen i sognet, hvorefter en ny kirke byggedes i Hyllie, 10 minutters vej fra Limhamn og indviedes i 1890.
Allerede i 1881 oprettedes Limhamns hamn-A.B. og med 17.500 kr. i statstilskud blev det første havnebassin færdigt i 1884 og fiskerihavnen i 1887. Efter udvidelse i 1904 omfattede havnen 4 bassiner, beskyttet af en mere end l km lang bølgebryder. Hele havneområdet havde et areal på 60 hektar, hvoraf 20 hektar udgjordes af 6 m dybe bassiner. Kajstrækningen havde en samlet længde af 3 km.
Limhamn blev ved at udvikle sig og fik i 1906 status af köping i Malmöhus län. Byen omfattede da hele Hyllie sogn samt dele af Fosie sogn, i alt et areal på 1.008 hektar og med 9.127 indbyggere i 1910. Med 52 håndværksmestre med 85 ansatte og 74 handlende med 65 medhjælpere udgjorde Limhamn da et af Skånes største industrisamhfund. Byen bestod den gang af tre tydelige bydele: det gamle, regulært anlagte fiskerleje, fabriksområdet nord herfor samt den mod syd liggende villaby, delvist en fjern forstad til Malmö og sommerhusområde for Malmöboerne.
Skibsfarten var ganske livlig, og antallet af ankomne fartøjer i 1909 var 1.447 på 123.384 ton, hvoraf 60.712 i indenrigs- og 62.672 i udenrigsfart.
De datidige fabrikker, Annetorps kalkbrotts AB (oprettet 1866) og Malmö kalkbrotts AB (oprettet 1870), indgik i 1884 i et nyt foretagende, AB förenade kalkbrotten, hvori Skånska Cement AB ejede halvdelen. Cementbolaget, som havde en cementfabrik ved Lomma, anlagde i 1888 en cementfabrik i Limhamn (den i Lomma nedlagdes endegyldigt i 1905); det samlede antal ansatte opgjordes i 1910 til 840 arbejdere. Andre store industrier var AB förenade kalkbrotten, hvis hele område med kalkbrud og andet var bortforpagtet til ovennævnte og hvis virksomhed således blev drevet helt i forening med dette, Skånska superfosfat- och svafvelsyrefabriks ABs fabrik (anlagt 1903), Sydsvenska gjuteri-a.-b:s støberi og mekaniske værksted, A.-b. Malmö snickerifabriks anlæg, som dog brændte i juni 1911. I alt fandtes i 1909 27 fabriker med 1.354 arbejdere.

### Omdannelsen til forstad
I henhold til kongeligt brev af 17. august 1910 skulle fremover tillempes dels "ordningsstadgan for rigets städer", dels sundhedsordningens bestemmelser om stæder inden for köpingens område. Til kongen indsendtes en ansøgning om Limhamns inkorporering med Malmö stad vedtaget den 8. september 1911 af Malmö stadsfullmäktige med en stemmes majoritet. Limhamn blev fra og med 1915 i administrativ, kommunal og juridisk henseende og fra og med 1917 delvis samt fra og med l. maj 1923 h. o. h. tillige i
kirkelig henseende forenet med Malmö, hvor Limhamn i 1924 udgjorde en forsamling med 1.215 hektar areal og 11.633 indbyggere.
Omkring 1950 var bebyggelsen vokset helt sammen med Malmø. Kalkbruddet blev nedlagt i 1994. Fra 1960 til 1999 var der færgeforbindelse til Dragør.